# Carbonate, Como
Carbonate là một đô thị ở tỉnh Como trong vùng Lombardia, có cự ly khoảng 30 km về phía tây bắc của Milano và khoảng 20 km về phía tây nam của Como. Tại thời điểm ngày 31 tháng 12 năm 2004, đô thị này có dân số 2.757 người và diện tích là 5,2 km².
Đô thị Carbonate có các frazioni (các đơn vị trực thuộc, chủ yếu là các làng) Cascina Cipollina, Cascina Abbondanza, Moneta, và La Pinetina.
Carbonate giáp các đô thị: Appiano Gentile, Gorla Maggiore, Locate Varesino, Lurago Marinone, Mozzate, Tradate.